# Ботто, Мария
Мария Ботто Рота (исп. María Botto Rota; род. 10 февраля 1974, Буэнос-Айрес, Аргентина) — испанская актриса аргентинского происхождения.

## Семья
Мария Ботто родилась в Буэнос-Айресе в семье актрисы и преподавателя актёрского мастерства Кристины Рота и актёра Диего Фернандо Ботто. Её младший брат Хуан Диего Ботто — тоже актёр, как и сводная сестра Нур Леви.

## Биография
В 1978 году Кристина Рота вместе с маленькими детьми переехала из Аргентины в Испанию, спасаясь от террора, развёрнутого военной хунтой генерала Виделы (отец Марии и Хуана к тому времени был похищен одним из отрядов хунты и, как выяснилось позднее, убит). Мария с семьёй поселилась в Мадриде и уже в 10 лет дебютировала в кино, сыграв в фильме Хосе Луиса Герина «Мотивы Берты». Впоследствии Мария Ботто трижды снималась у режиссёра Висенте Аранды: картины «Если они скажут, что ты чувствуешь» (1989, вместе с Хуаном Диего Ботто), «Ревность» (1999) и «Кармен» (2003). Все фильмы неоднократно номинировались на премию «Гойя», а Ботто получила номинацию за лучший актёрский дебют в драме «Ревность» и приз лучшей актрисе на фестивале испанского кино в Тулузе (1999).
В 2010-х годах Мария Ботто снялась в британском сериале «Бешеные псы» (2011–2012) и его американской адаптации (2015–2016). В 2016 году Хуан Диего и Мария Ботто снимались в двух сезонах сериала TNT «Хорошее поведение», причём их персонажи, как и сами актёры в жизни, являются братом и сестрой.

## Фильмография

### Кино

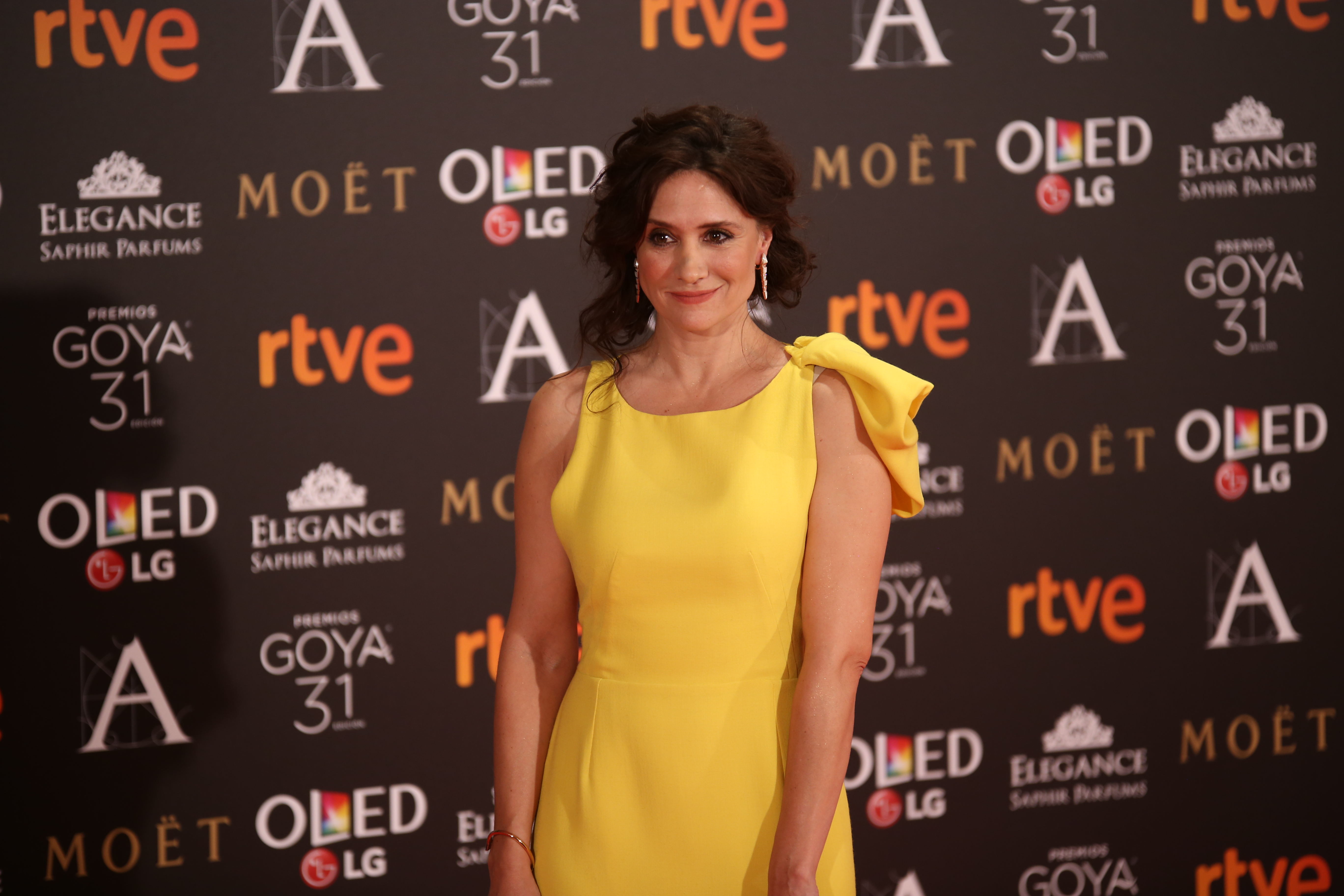
Мария Ботто на вручении премии «Гойя» в 2017 году

- 1985 — Мотивы Берты / Los motivos de Berta (Fantasía de pubertad)
- 1986 — Рыжеволосый Тео / Teo el pelirrojo
- 1989 — Если они скажут, что ты чувствуешь / Si te dicen que caí
- 1995 — Скажите Лауре, что я ее хочу / Dile a Laura que la quiero
- 1999 — Ревность / Celos
- 2001 — Нарушенная тишина / Silencio roto
- 2003 — Солдаты Саламины / Soldados de Salamina
- 2003 — Кармен / Carmen
- 2003 — Нижеподписавшиеся / Los abajo firmantes
- 2005 — Самый долгий в мире пенальти / El penalti más largo del mundo
- 2007 — Барселона (карта) / Barcelona (un mapa)
- 2008 — Домашние животные / Animales de compañía
- 2009 — Моё большое греческое лето / My Life in Ruins
- 2013 — Ещё три свадьбы / 3 bodas de más
- 2015 — Говорить / Hablar
- 2015 — Девушка с девушкой / De chica en chica
- 2016 — Восставший / Risen
- 2020 — Долина живых мертвецов / Malnazidos
- 2022 — Код: Император / Código Emperador
- 2022 — Прорваться в НБА / Hustle

### Сериалы
- 2011–2012 — Бешеные псы (Великобритания) / Mad Dogs
- 2015–2016 — Бешеные псы (США) / Mad Dogs
- 2016 — Под подозрением / Bajo sospecha
- 2016–2017 — Хорошее поведение / Good Behavior
- 2018 — Элитный спецотряд / Cuerpo de élite

## Награды и номинации
Полный список наград и номинаций на сайте IMDb.
| Награды и номинации | Награды и номинации | Награды и номинации          | Награды и номинации | Награды и номинации |
| Год                 | Награда             | Категория                    | Фильм               | Результат           |
| ------------------- | ------------------- | ---------------------------- | ------------------- | ------------------- |
| 2000                | Премия «Гойя»       | Лучшая новая актриса         | Ревность            | Номинация           |
| 2004                | Премия «Гойя»       | Лучшая актриса второго плана | Солдаты Саламины    | Номинация           |